# Denis Law
C.B.E. Denis Law (Aberdeen, 24 febbraio 1940 – Aberdeen, 17 gennaio 2025) è stato un calciatore scozzese, di ruolo attaccante.
Considerato uno dei più grandi calciatori scozzesi di tutti i tempi, nonché come uno dei più grandi calciatori della sua generazione, occupa la 50ª posizione nella speciale classifica dei migliori calciatori del XX secolo stilata dall'IFFHS e nel mese di novembre del 2003 venne insignito del titolo onorifico di Golden Player della Scozia come miglior giocatore scozzese dell'ultimo mezzo secolo (1954-2003). È stato inoltre vincitore del Pallone d'oro nel 1964.
Ha raggiunto i maggiori successi negli anni in cui militò nel Manchester United, conquistando tra i vari trofei la prima Coppa dei Campioni della storia dei Red Devils, insieme a Bobby Charlton e George Best, con i quali ha formato una leggendaria linea d'attacco.
Con la nazionale scozzese, detiene con 30 gol segnati in 55 presenze totali il record di marcature ufficiali, condiviso con Kenny Dalglish.

## Biografia
Si sposò nel dicembre 1962 con Diana, dalla quale ha avuto cinque figli: una di loro, anch'essa chiamata Diana, lavora presso l'ufficio stampa dei Red Devils.
Law è morto il 17 gennaio 2025, per complicazioni della malattia di Alzheimer.

## Caratteristiche tecniche
Era un attaccante dotato sia di grande fiuto del gol, qualità dovuta al suo opportunismo e alla sua capacità d'inserirsi negli spazi, che di buona tecnica e di una visione di gioco che faceva di lui un regista aggiunto. Si distingueva anche per l'accelerazione fulminea, le doti acrobatiche e nel gioco aereo (1.75 non era una stazza ridotta nel 1968, i centrali quando erano alti erano 1.80-1.81).

## Carriera

### Club
Soprannominato dai suoi tifosi The King (Il Re), esordì come professionista con l'Huddersfield Town, che egli raggiunse nell'aprile del 1955 per rimanervi fino al 1960. Giocò la sua prima gara con la maglia biancoceleste il 24 dicembre 1956, vincendo 2-1 contro il Luton Town. Passato al Manchester City, mise a segno sette gol in una gara di FA Cup contro il Luton Town, ma il match fu poi annullato.

Law (a sinistra) nel 1961 a Milano, con Hitchens e Charles, nella Nazionale di Lega della Serie A.

La sua carriera si svolse totalmente in Inghilterra, tranne che per la stagione 1961-1962 quando approdò al Torino grazie a Gigi Peronace per la somma di £110.000 (28 partite, di cui una in Coppa Italia, con 10 gol segnati); passò poi al Manchester Utd, fortemente voluto da Matt Busby e pagato al club granata £115.000. Presto andò a formare un micidiale trio d'attacco insieme con l'inglese Bobby Charlton e il nordirlandese George Best, che resterà suo grande amico, sino alla morte di quest'ultimo.
Dopo aver vinto la FA Cup nel 1963, si aggiudicò il Pallone d'oro nel 1964 e i campionati del 1965 e del 1967, nonché la Coppa dei Campioni del 1968, pur non scendendo in campo nella finale per un infortunio, sostituito da Brian Kidd.
Nel 1973 giocò la sua ultima stagione da professionista al Manchester City, con cui aveva già giocato dal 1960 al 1961 per una stagione e mezza prima di approdare al Torino. Nell'aprile 1974 segnò uno splendido goal di tacco contro lo United, rete che condannò la sua vecchia squadra alla retrocessione.
Nonostante avesse ancora un anno di contratto coi Citizens si ritirò nell'agosto del 1974, dopo aver partecipato con la nazionale scozzese al campionato mondiale.

### Nazionale
Si guadagnò ben presto un posto nella Nazionale scozzese: convocato da Matt Busby, il suo esordio internazionale avvenne a soli diciotto anni, sette mesi e diciotto giorni (record per la rappresentativa scozzese) il 18 ottobre 1958, e segnò anche una rete contro il Galles.
Convocato per la Coppa del Mondo del 1974, giocò una sola partita nel corso del torneo, la sua 55ª e ultima in nazionale, mentre in totale realizzò 30 reti; questo fa di lui il capocannoniere della selezione scozzese a pari merito con Kenny Dalglish. Il 15 aprile 1967 fece parte della compagine che sbaragliò i neo-campioni del mondo d'Inghilterra a Wembley per 3-2; in quell'occasione Law mise a segno una rete.

## Dopo il ritiro
Dopo il ritiro dall'agonismo lavorò come opinionista sportivo e presentatore in numerose stazioni radiofoniche.

## Statistiche
Tra club e nazionale maggiore, Denis Law ha giocato 640 partite segnando 327 reti, alla media di 0,51 gol a partita.

### Presenze e reti nei club
| Stagione                 | Squadra                  | Campionato               | Campionato | Campionato | Coppe nazionali | Coppe nazionali | Coppe nazionali | Coppe continentali | Coppe continentali | Coppe continentali | Altre coppe | Altre coppe | Altre coppe | Totale | Totale |
| Stagione                 | Squadra                  | Comp                     | Pres       | Reti       | Comp            | Pres            | Reti            | Comp               | Pres               | Reti               | Comp        | Pres        | Reti        | Pres   | Reti   |
| ------------------------ | ------------------------ | ------------------------ | ---------- | ---------- | --------------- | --------------- | --------------- | ------------------ | ------------------ | ------------------ | ----------- | ----------- | ----------- | ------ | ------ |
| 1956-1957                | Huddersfield Town        | FD                       | 13         | 2          | FACup           | 5               | 1               | -                  | -                  | -                  | -           | -           | -           | 18     | 3      |
| 1957-1958                | Huddersfield Town        | FD                       | 18         | 5          | FACup           | 2               | 1               | -                  | -                  | -                  | -           | -           | -           | 20     | 6      |
| 1958-1959                | Huddersfield Town        | FD                       | 26         | 2          | FACup           | 0               | 0               | -                  | -                  | -                  | -           | -           | -           | 26     | 2      |
| 1959-1960                | Huddersfield Town        | FD                       | 24         | 7          | FACup           | 3               | 1               | -                  | -                  | -                  | -           | -           | -           | 27     | 8      |
| Totale Huddersfield Town | Totale Huddersfield Town | Totale Huddersfield Town | 81         | 16         |                 | 10              | 3               |                    | -                  | -                  |             | -           | -           | 91     | 19     |
| 1960-1961                | Manchester City          | FD                       | 30         | 18         | FACup+CdL       | 4               | 2+2             | -                  | -                  | -                  | -           | -           | -           | 34     | 22     |
| 1961-1962                | Torino                   | A                        | 27         | 10         | CI              | 1               | 0               | CM                 | 0                  | 0                  | -           | -           | -           | 28     | 10     |
| 1962-1963                | Manchester United        | FD                       | 38         | 23         | FACup + CdL     | 6               | 6               | -                  | -                  | -                  | -           | -           | -           | 44     | 29     |
| 1963-1964                | Manchester United        | FD                       | 30         | 30         | FACup + CdL     | 6               | 10              | CdC                | 5                  | 6                  | -           | -           | -           | 41     | 46     |
| 1964-1965                | Manchester United        | FD                       | 36         | 28         | FACup + CdL     | 6               | 3               | CdF                | 10                 | 8                  | -           | -           | -           | 52     | 39     |
| 1965-1966                | Manchester United        | FD                       | 33         | 15         | FACup + CdL     | 7               | 6               | CC                 | 8                  | 3                  | SI          | 1           | 0           | 49     | 25     |
| 1966-1967                | Manchester United        | FD                       | 36         | 23         | FACup + CdL     | 2+0             | 2+0             | -                  | -                  | -                  | -           | -           | -           | 38     | 25     |
| 1967-1968                | Manchester United        | FD                       | 23         | 7          | FACup + CdL     | 1               | 0               | CC                 | 3                  | 2                  | SI          | 1           | 1           | 28     | 10     |
| 1968-1969                | Manchester United        | FD                       | 30         | 14         | FACup + CdL     | 6               | 7               | CC                 | 7                  | 9                  | CInt        | 2           | 0           | 45     | 30     |
| 1969-1970                | Manchester United        | FD                       | 10         | 2          | FACup + CdL     | 0+3             | 0+1             | -                  | -                  | -                  | -           | -           | -           | 13     | 3      |
| 1970-1971                | Manchester United        | FD                       | 28         | 15         | FACup + CdL     | 2+4             | 1               | -                  | -                  | -                  | WC          | -           | -           | 34     | 16     |
| 1971-1972                | Manchester United        | FD                       | 32         | 13         | FACup + CdL     | 7+2             | 0               | -                  | -                  | -                  | WC          | -           | -           | 41     | 13     |
| 1972-1973                | Manchester United        | FD                       | 9          | 1          | FACup + CdL     | 1+2             | 0+1             | -                  | -                  | -                  | -           | -           | -           | 12     | 2      |
| Totale Manchester United | Totale Manchester United | Totale Manchester United | 305        | 171        |                 | 55              | 37              |                    | 33                 | 28                 |             | 4           | 1           | 397    | 237    |
| 1973-1974                | Manchester City          | FD                       | 30         | 9          | FACup + CdL     | 5               | 2+1             | -                  | -                  | -                  | -           | -           | -           | 35     | 12     |
| Totale Manchester City   | Totale Manchester City   | Totale Manchester City   | 60         | 27         |                 | 9               | 7               |                    | -                  | -                  |             | -           | -           | 69     | 34     |
| Totale Carriera          | Totale Carriera          | Totale Carriera          | 473        | 224        |                 | 75              | 44              |                    | 33                 | 28                 |             | 4           | 1           | 585    | 297    |

### Cronologia presenze e reti in nazionale
| Cronologia completa delle presenze e delle reti in nazionale ― Scozia | Cronologia completa delle presenze e delle reti in nazionale ― Scozia | Cronologia completa delle presenze e delle reti in nazionale ― Scozia | Cronologia completa delle presenze e delle reti in nazionale ― Scozia | Cronologia completa delle presenze e delle reti in nazionale ― Scozia | Cronologia completa delle presenze e delle reti in nazionale ― Scozia | Cronologia completa delle presenze e delle reti in nazionale ― Scozia | Cronologia completa delle presenze e delle reti in nazionale ― Scozia |
| Data                                                                  | Città                                                                 | In casa                                                               | Risultato                                                             | Ospiti                                                                | Competizione                                                          | Reti                                                                  | Note                                                                  |
| --------------------------------------------------------------------- | --------------------------------------------------------------------- | --------------------------------------------------------------------- | --------------------------------------------------------------------- | --------------------------------------------------------------------- | --------------------------------------------------------------------- | --------------------------------------------------------------------- | --------------------------------------------------------------------- |
| 18-10-1958                                                            | Cardiff                                                               | Galles                                                                | 0 – 3                                                                 | Scozia                                                                | Amichevole                                                            | 1                                                                     |                                                                       |
| 5-11-1958                                                             | Glasgow                                                               | Scozia                                                                | 2 – 2                                                                 | Irlanda del Nord                                                      | Amichevole                                                            | -                                                                     |                                                                       |
| 27-5-1959                                                             | Amsterdam                                                             | Paesi Bassi                                                           | 1 – 2                                                                 | Scozia                                                                | Amichevole                                                            | -                                                                     |                                                                       |
| 3-6-1959                                                              | Lisbona                                                               | Portogallo                                                            | 1 – 0                                                                 | Scozia                                                                | Amichevole                                                            | -                                                                     |                                                                       |
| 3-10-1959                                                             | Belfast                                                               | Irlanda del Nord                                                      | 0 – 4                                                                 | Scozia                                                                | Amichevole                                                            | -                                                                     |                                                                       |
| 4-11-1959                                                             | Glasgow                                                               | Scozia                                                                | 1 – 1                                                                 | Galles                                                                | Amichevole                                                            | -                                                                     |                                                                       |
| 9-4-1960                                                              | Glasgow                                                               | Scozia                                                                | 1 – 1                                                                 | Inghilterra                                                           | Amichevole                                                            | -                                                                     |                                                                       |
| 4-5-1960                                                              | Glasgow                                                               | Scozia                                                                | 2 – 3                                                                 | Polonia                                                               | Amichevole                                                            | 1                                                                     |                                                                       |
| 29-5-1960                                                             | Vienna                                                                | Austria                                                               | 4 – 1                                                                 | Scozia                                                                | Amichevole                                                            | -                                                                     | 12’                                                                   |
| 4-5-1960                                                              | Glasgow                                                               | Scozia                                                                | 5 – 2                                                                 | Irlanda del Nord                                                      | Amichevole                                                            | 1                                                                     |                                                                       |
| 15-4-1961                                                             | Londra                                                                | Inghilterra                                                           | 9 – 3                                                                 | Scozia                                                                | Amichevole                                                            | -                                                                     |                                                                       |
| 26-9-1961                                                             | Glasgow                                                               | Scozia                                                                | 3 – 2                                                                 | Cecoslovacchia                                                        | Qual. Mondiali 1962                                                   | 2                                                                     |                                                                       |
| 29-11-1961                                                            | Bruxelles                                                             | Cecoslovacchia                                                        | 4 – 2 dts                                                             | Scozia                                                                | Qual. Mondiali 1962                                                   | -                                                                     |                                                                       |
| 14-4-1962                                                             | Glasgow                                                               | Scozia                                                                | 2 – 0                                                                 | Inghilterra                                                           | Amichevole                                                            | -                                                                     |                                                                       |
| 20-10-1962                                                            | Cardiff                                                               | Galles                                                                | 2 – 3                                                                 | Scozia                                                                | Amichevole                                                            | 1                                                                     |                                                                       |
| 7-11-1962                                                             | Glasgow                                                               | Scozia                                                                | 5 – 1                                                                 | Irlanda del Nord                                                      | Amichevole                                                            | 4                                                                     |                                                                       |
| 6-4-1963                                                              | Londra                                                                | Inghilterra                                                           | 1 – 2                                                                 | Scozia                                                                | Amichevole                                                            | -                                                                     |                                                                       |
| 8-5-1963                                                              | Glasgow                                                               | Scozia                                                                | 4 – 1                                                                 | Austria                                                               | Amichevole                                                            | 2                                                                     |                                                                       |
| 4-6-1963                                                              | Bergen                                                                | Norvegia                                                              | 4 – 3                                                                 | Scozia                                                                | Amichevole                                                            | 3                                                                     |                                                                       |
| 9-6-1963                                                              | Dublino                                                               | Irlanda                                                               | 1 – 0                                                                 | Scozia                                                                | Amichevole                                                            | -                                                                     | cap.                                                                  |
| 13-6-1963                                                             | Madrid                                                                | Spagna                                                                | 2 – 6                                                                 | Scozia                                                                | Amichevole                                                            | 1                                                                     | cap.                                                                  |
| 7-11-1963                                                             | Glasgow                                                               | Scozia                                                                | 5 – 1                                                                 | Norvegia                                                              | Amichevole                                                            | 4                                                                     |                                                                       |
| 20-11-1963                                                            | Glasgow                                                               | Scozia                                                                | 2 – 1                                                                 | Galles                                                                | Amichevole                                                            | 1                                                                     |                                                                       |
| 11-4-1964                                                             | Glasgow                                                               | Scozia                                                                | 1 – 0                                                                 | Inghilterra                                                           | Amichevole                                                            | -                                                                     |                                                                       |
| 12-5-1964                                                             | Hannover                                                              | Germania Ovest                                                        | 2 – 2                                                                 | Scozia                                                                | Amichevole                                                            | -                                                                     |                                                                       |
| 3-10-1964                                                             | Cardiff                                                               | Galles                                                                | 3 – 2                                                                 | Scozia                                                                | Amichevole                                                            | -                                                                     | cap.                                                                  |
| 21-10-1964                                                            | Glasgow                                                               | Scozia                                                                | 3 – 1                                                                 | Finlandia                                                             | Qual. Mondiali 1966                                                   | 1                                                                     | cap.                                                                  |
| 25-11-1964                                                            | Glasgow                                                               | Scozia                                                                | 3 – 2                                                                 | Irlanda del Nord                                                      | Amichevole                                                            | -                                                                     |                                                                       |
| 10-4-1965                                                             | Londra                                                                | Inghilterra                                                           | 2 – 2                                                                 | Scozia                                                                | Amichevole                                                            | 1                                                                     |                                                                       |
| 8-5-1965                                                              | Glasgow                                                               | Scozia                                                                | 0 – 0                                                                 | Spagna                                                                | Amichevole                                                            | -                                                                     |                                                                       |
| 23-5-1965                                                             | Chorzów                                                               | Polonia                                                               | 1 – 1                                                                 | Scozia                                                                | Qual. Mondiali 1966                                                   | 1                                                                     |                                                                       |
| 27-5-1965                                                             | Helsinki                                                              | Finlandia                                                             | 1 – 2                                                                 | Scozia                                                                | Qual. Mondiali 1966                                                   | -                                                                     |                                                                       |
| 2-10-1965                                                             | Belfast                                                               | Irlanda del Nord                                                      | 3 – 2                                                                 | Scozia                                                                | Amichevole                                                            | -                                                                     |                                                                       |
| 13-10-1965                                                            | Glasgow                                                               | Scozia                                                                | 1 – 2                                                                 | Polonia                                                               | Qual. Mondiali 1966                                                   | -                                                                     | Ammonizione                                                           |
| 2-4-1966                                                              | Glasgow                                                               | Scozia                                                                | 3 – 4                                                                 | Inghilterra                                                           | Amichevole                                                            | 1                                                                     |                                                                       |
| 22-10-1966                                                            | Cardiff                                                               | Galles                                                                | 1 – 1                                                                 | Scozia                                                                | Qual. Euro 1968                                                       | 1                                                                     |                                                                       |
| 15-4-1967                                                             | Londra                                                                | Inghilterra                                                           | 2 – 3                                                                 | Scozia                                                                | Qual. Euro 1968                                                       | 1                                                                     |                                                                       |
| 10-5-1967                                                             | Glasgow                                                               | Scozia                                                                | 0 – 2                                                                 | Unione Sovietica                                                      | Amichevole                                                            | -                                                                     | 46’                                                                   |
| 21-10-1967                                                            | Cardiff                                                               | Irlanda del Nord                                                      | 1 – 0                                                                 | Scozia                                                                | Qual. Euro 1968                                                       | -                                                                     |                                                                       |
| 6-11-1968                                                             | Glasgow                                                               | Scozia                                                                | 2 – 1                                                                 | Austria                                                               | Qual. Mondiali 1970                                                   | 1                                                                     | 73’                                                                   |
| 16-4-1969                                                             | Glasgow                                                               | Scozia                                                                | 1 – 1                                                                 | Germania Ovest                                                        | Qual. Mondiali 1970                                                   | -                                                                     |                                                                       |
| 6-5-1969                                                              | Glasgow                                                               | Scozia                                                                | 1 – 1                                                                 | Irlanda del Nord                                                      | Amichevole                                                            | -                                                                     |                                                                       |
| 26-4-1972                                                             | Glasgow                                                               | Scozia                                                                | 2 – 0                                                                 | Perù                                                                  | Amichevole                                                            | 1                                                                     | cap.                                                                  |
| 20-5-1972                                                             | Glasgow                                                               | Scozia                                                                | 2 – 0                                                                 | Irlanda del Nord                                                      | Amichevole                                                            | 1                                                                     |                                                                       |
| 24-5-1972                                                             | Glasgow                                                               | Scozia                                                                | 1 – 0                                                                 | Galles                                                                | Amichevole                                                            | -                                                                     |                                                                       |
| 27-5-1972                                                             | Glasgow                                                               | Scozia                                                                | 0 – 1                                                                 | Inghilterra                                                           | Amichevole                                                            | -                                                                     |                                                                       |
| 29-6-1972                                                             | Belo Horizonte                                                        | Scozia                                                                | 2 – 2                                                                 | Jugoslavia                                                            | Amichevole                                                            | -                                                                     | 76’                                                                   |
| 2-7-1972                                                              | Porto Alegre                                                          | Scozia                                                                | 0 – 0                                                                 | Cecoslovacchia                                                        | Amichevole                                                            | -                                                                     | 78’                                                                   |
| 5-7-1972                                                              | Rio de Janeiro                                                        | Brasile                                                               | 1 – 0                                                                 | Scozia                                                                | Amichevole                                                            | -                                                                     |                                                                       |
| 26-9-1973                                                             | Glasgow                                                               | Scozia                                                                | 2 – 1                                                                 | Cecoslovacchia                                                        | Qual. Mondiali 1974                                                   | -                                                                     |                                                                       |
| 17-10-1973                                                            | Bratislava                                                            | Cecoslovacchia                                                        | 1 – 0                                                                 | Scozia                                                                | Qual. Mondiali 1974                                                   | -                                                                     | 58’                                                                   |
| 14-11-1973                                                            | Glasgow                                                               | Scozia                                                                | 1 – 1                                                                 | Germania Ovest                                                        | Amichevole                                                            | -                                                                     | 88’                                                                   |
| 27-3-1974                                                             | Francoforte sul Meno                                                  | Germania Ovest                                                        | 2 – 1                                                                 | Scozia                                                                | Amichevole                                                            | -                                                                     | 57’                                                                   |
| 11-5-1974                                                             | Glasgow                                                               | Scozia                                                                | 0 – 1                                                                 | Irlanda del Nord                                                      | Amichevole                                                            | -                                                                     | 65’                                                                   |
| 14-6-1974                                                             | Dortmund                                                              | Scozia                                                                | 2 – 0                                                                 | Zaire                                                                 | Mondiali 1974 - 1º turno                                              | -                                                                     |                                                                       |
| Totale                                                                |                                                                       | Presenze                                                              | 55                                                                    |                                                                       | Reti (1º posto)                                                       | 30                                                                    |                                                                       |

## Palmarès

### Club

#### Competizioni nazionali
- Coppa d'Inghilterra: 1

Manchester United: 1962-1963
- Campionato inglese: 2

Manchester United: 1964-1965, 1966-1967
- Charity Shield: 2

Manchester United: 1965, 1967

#### Competizioni internazionali
- Coppa dei Campioni: 1

Manchester United: 1967-1968

### Individuale
- Pallone d'oro: 1

1964
- Capocannoniere della Coppa delle Fiere: 1

1964-1965 (8 gol)
- Capocannoniere della Coppa dei Campioni: 1

1968-1969 (9 gol)